# Jacques Nihoul
Pour les articles homonymes, voir Nihoul.
Jacques Nihoul (né à Ans le 6 juin 1937 et mort à Saint-Séverin le 6 mai 2021) est un ingénieur belge, professeur aux facultés des sciences et des sciences appliquées de l'université de Liège.

## Biographie
Né à Ans le 6 juin 1937, Jacques Nihoul obtient son diplôme d'ingénieur physicien à l'université de Liège en 1960. Il complète sa formation l'année suivante par un master en mathématiques au Massachusetts Institute of Technology, puis présente une thèse de doctorat en mathématiques appliquées et physique théorique à l'université de Cambridge en 1965.
Il a fondé en 1970 le Colloque International de Liège sur la Dynamique des Océans qui rassemble chaque année des chercheurs du monde entier.
Il est lauréat du Prix Francqui en 1978 pour ses travaux de recherche en biologie, en médecine et en mathématiques appliquées ainsi qu'en physique théorique. Il a été directeur du diplôme d’études approfondies (DEA) européen en modélisation de l’environnement marin.
Il a signé en 1983 le Manifeste pour la culture wallonne.
Il meurt à Saint-Séverin le 6 mai 2021.
L'hommage que lui ont rendu quelques-uns des chercheurs qu'il a formés à l'Université de Liège reflète parfaitement la grandeur des travaux qu'il a réalisés dans le domaine de l'océanographie.

## Œuvres
- Jacques Nihoul, Cours moderne de mécanique rationnelle, Albin Michel, 1968 (présentation en ligne)Cours de mécanique donné aux étudiants des trois premières années des sections d'ingénieurs, d'ingénieurs physiciens et d'ingénieurs en mathématiques appliquées.
- Jacques C. J. Nihoul, La pollution des mers, Les éditions Art Vie Esprit, 1972, 87 p.Onze chapitres abordent différents aspects de la pollution des océans. Le douzième chapitre s'intitule "Avant qu'il ne soit trop tard".